# Биксби, Мейнард
Мейнард Биксби (англ. Maynard Bixby, 28 июня 1853 — 18 февраля 1935) — американский минералог и коллекционер минералов, который первым открыл Биксбиит на горном хребте Томас-Маунтин в американском штате Юта.
Родился в Вялусинге, Пенсильвания, окончил колледж Лафайета в Истоне в 1876 году. Трудовую деятельность начал в Уилкс-Барре, где работал бухгалтером и изучал право, но затем принял решение путешествовать по стране и участвовать в добыче руды в Колорадо, Аризоне и Юте. Минерал биксбиит, названный в его честь, открыл в 1897 году. В 1902 году выпустил ставший затем известным «Каталог минералов Юты», четвёртое издание которого вышло в 1916 году. Умер в Сан-Диего, Калифорния.